# Jens Fredrik Schroeter
Jens Fredrik Wilhelm Schroeter (født 21. maj 1857 i Kristiania, død 27. april 1927 sammesteds) var en norsk astronom.
Schroeter blev student 1876 og realkandidat 1882. Efter at have tjenstgjort som 1. observator ved den norske polarstation i Bossekop i efteråret 1882 til efteråret 1883 og efter i tiden januar 1884—september 1888 at have været assistent ved det norske meteorologiske institut ansattes han 1891 som observator ved universitetets astronomiske og magnetiske observatorium i Kristiania, 1919 professor i astronomi ved universitetet sammesteds. 1888—90 opholdt han sig med offentligt stipendium i udlandet for at studere astronomi. Af Schroeters videnskabelige arbejder må nævnes: Über die tägliche Periode der Feuchtigkeit in Kristiania (meddelt af Henrik Mohn i "Meteorologische Zeitschrift" 1889) og Untersuchungen über die Eigenbewegung von Sternen in der Zone 65°—70° nördlicher Declination (1903). Efter opdrag af Kristiania Videnskabsselskab og bestyrelsen af "Fridtjof Nansens Fond" udgav han Sophus Tromholts posthume arbejde: Verzeichniss der in Norwegen beobaehteten Nordlichter (1902). De sammen med professor Geelmuyden 1897—1907 udførte stjerneobservationer med meridiancirklen foreligger trykt i Meridian Beobachtungen von Sternen in der Zone 65°—70° nördlicher Declination von H. Geelmuyden und J. Fr. Schroeter, I. Die Beobachtungen und deren Resultate (1909), 2., katalog (1912). Endvidere har han udgivet: Bestimmuiig der Bahn des Cometen 1864, III (1905), en Haandbog i Kronologi, I—II (1923—25) samt Sonnenfinsternisse von 600 bis 1800 n. Chr. (1923), en beregning af forløbet af alle de i Europa i dette tidsrum synlige centrale solformørkelser med kort (i alt 300), og måneformørkelser (i alt 671); siden 1920 er han redaktør af almanakken. I "Astronomische Nachrichten", "Naturen" og flere steder har han dels publiceret observationer af planeter og kometer, dels skrevet populære astronomiske artikler. Han har endvidere udgivet en del astronomiske foredrag, holdt ved Oslo Arbejderakademi, Astronomi for alle (1888) samt en Lærebog i Astronomi (1900). 1900—06 var han formand i styret for Folkeakademiet i Kristiania. Fra 1916 var Schroeter redaktør for Norge af "Nordisk Astronomisk Tidsskrift"; Schroeter blev 1893 medlem af Videnskabsakademien i Kristiania, 1923 udenlandsk medlem (associate) af Royal Astronomical Society i London. I 1925 fik Schroeter Fridtjof Nansens belønning for sine astronomiske arbejder.